# Malyj Tjuters
Malyj Tjuters (in russo Малый Тютерс; in finlandese Pien-Tytärsaari o Säyvö) è un'isola russa situata nel golfo di Finlandia, nelle acque del mar Baltico. Amministrativamente fa parte del Kingiseppskij rajon dell'oblast' di Leningrado, nel Circondario federale nordoccidentale.

## Geografia
L'isola si trova 15 km a ovest-sud-ovest di Bol'šoj Tjuters e a sud delle isole Virginy. L'area dell'isola è di 1,6 km². È un'isola sabbiosa, ricoperta di pini giovani. Ci sono due fari su Malyj Tjuters, uno all'estremità nord-occidentale e uno sulla lunga striscia di terra sud-orientale.
Ci sono colonie di oca delle nevi e di oca facciabianca; è inoltre una delle dimore preferite della sottospecie baltica della foca dagli anelli.

## Storia
L'isola passò dalla Svezia alla Russia con il Trattato di pace di Nystad del 1721, prima come parte della Governatorato di Vyborg, quindi del Granducato di Finlandia. Fu ceduta alla Finlandia nel 1920 ai sensi del Trattato di pace di Tartu. Dopo la guerra sovietico-finlandese fece parte dell'Unione Sovietica, appartenenza ratificata dal Trattato di Parigi del 1947.